# Sérgio Eduardo Castriani
Dom Sérgio Eduardo Castriani C.S.Sp. (Regente Feijó, 31 de maio de 1954 — Manaus, 3 de março de 2021) foi um bispo católico brasileiro, arcebispo-emérito de Manaus.

## Biografia
Nasceu em Regente Feijó, em 31 de maio de 1954. É filho de Aurelio Castrianni e de Anna de Mello Castrianni. Fez seus primeiros estudos na Escola Estadual Prof. José Domiciano Nogueira, em Regente Feijó. Como seminarista, estudou no Seminário Menor da Congregação do Espírito Santo, em Emilianópolis, e no Instituto Hellen Keller, em Adamantina. Em 1971, iniciou o curso de Filosofia no Instituto Poullart de Places (Faculdade Nossa Senhora Medianeira), em São Paulo, obtendo a licenciatura. Em 1974, fez o noviciado em Salete. De 1975 a 1978, cursou Teologia no mesmo Instituto Poullart de Places (Instituto Pio XI), onde concluiu o bacharelado. No dia 2 de fevereiro de 1975, emitiu os primeiros votos; no dia 2 de fevereiro de 1978, os perpétuos. Recebeu a ordenação presbiteral em 9 de dezembro de 1978, em São Paulo. Como padre, seu primeiro trabalho foi realizado na cidade de Feijó, no Acre. Em 1984, retornou a São Paulo, onde foi diretor da casa de formação dos estudantes de Filosofia de sua congregação religiosa em São Paulo, na Vila Mangalot. Foi ecônomo da casa provincial em São Paulo. Foi conselheiro geral de sua congregação, época em que viveu em Roma, na casa generalícia. Foi nomeado, pelo Papa João Paulo II, bispo da Prelazia de Tefé, Amazonas. Foi membro delegado pela CNBB da Quinta Conferência Geral do Episcopado Latino-americano e Caribenho, em Aparecida, em maio de 2007.[carece de fontes?]
No dia 12 de dezembro de 2012 foi nomeado pelo Papa Bento XVI como Arcebispo Metropolitano da Arquidiocese de Manaus. Recebeu o pálio das mãos do Papa Francisco, na Basílica de São Pedro, em 29 de junho de 2013.
Em 2015, participou do Sínodo dos Bispos sobre a Família, convidado pelo Papa Francisco. Neste mesmo ano, Castriani foi diagnosticado com mal de Parkinson. Apesar disso, o religioso continuou a exercer o múnus episcopal por mais quatro anos. Em maio de 2019, no entanto, o agravamento de sua condição levou-o a deixar seu cargo à disposição da Santa Sé. Em novembro, o Papa, enfim, acolheu seu pedido de renúncia e nomeou para substituí-lo Dom Leonardo Ulrich Steiner, OFM, então bispo-auxiliar da Arquidiocese de Brasília. Castriani permaneceu no governo da arquidiocese interinamente, como administrador apostólico, até a posse de Steiner, em janeiro de 2020.
Morreu no dia 3 de março de 2021, aos 66 anos de idade, após ficar internado em um hospital de Manaus devido a complicações de uma infecção urinária.